# 茂原・一宮・大原道路
茂原・一宮・大原道路（もばら・いちのみや・おおはらどうろ）は、起点を千葉県長生郡長南町、終点をいすみ市（旧夷隅郡大原町）とする地域高規格道路である。

## 概要
千葉県南東部（外房地域）と首都圏との交通アクセス向上を期した自動車専用道路である。
茂原市の茂原長南ICで、首都圏中央連絡自動車道（圏央道）と接続する予定。国道128号の交通混雑の解消と、外房地域のリゾートを中心とした地域振興を図り、房総半島を周遊する重要な地域高規格道路として位置づけられている。
同道路のうち、長生郡長南町から同郡一宮町間の約11 km（一部一般道路）が、茂原一宮道路（長生グリーンライン）として、調査区間の指定を受けており、長南町から茂原市間の7.2 kmがすでに事業着手されている。

## 沿革
- 1994年12月16日 : 候補路線に指定。
- 1998年6月16日 : 計画路線に指定。
- 2013年（平成25年）4月27日 : 一部開通（長南町千田～茂原長南IC（長南町千手堂））
- 2020年（令和2年）5月28日 :  一部開通（茂原長南IC～長南町坂本）
- 2024年（令和6年）3月24日 :  一部開通（長南町坂本～茂原市台田）